# Песоа, Мишель
Мишель Песоа (порт. Michele Pessoa; род. 4 января 1963) — ангольская пловчиха. Участница летних Олимпийских игр 1980 года. Первая женщина, представлявшая Анголу на Олимпийских играх.

## Биография
Мишель Песоа родилась 4 января 1963 года.
В 1980 году вошла в состав сборной Анголы на летних Олимпийских играх в Москве. Выступала в двух плавательных дисциплинах. На дистанции 100 метров вольным стилем заняла 27-е место, показав результат 1 минута 9,10 секунды и уступив 11,30 секунды худшей из попавших в финал Гайлейн Берже из Франции. Пессоа опередила только двух пловчих — Надию Феззани из Ливии (1.09,28) и Чунг Тхи Тхань Лан из Вьетнама (1.12,27). На дистанции 100 метров на спине заняла последнее, 26-е место, показав результат 1.26,59, уступив 22,17 секунды худшей из попавших в финал Мануэле Карози из Италии и 2,99 секунды занявшей 25-ю позицию Нгуен Тхи Хонг Бить из Вьетнама.
Песоа стала первой женщиной, представлявшей Анголу на Олимпийских играх и единственной женщиной в составе сборной Анголы на летних Олимпийских играх в Москве.